# Robert Le Gall
Robert Jean Louis Le Gall OSB (* 26. února 1946, Saint-Hilaire-du-Harcouët, Département Manche, Francie) je francouzský římskokatolický mnich (benediktin) a biskup, od roku 2006 arcibiskup v Toulouse.